# Chindagirikoppalu, Shrirangapattana
Chindagirikoppalu là một làng thuộc tehsil Shrirangapattana, huyện Mandya, bang Karnataka, Ấn Độ.